# Зигфрид фон Кверфурт
Зигфрид фон Кверфурт (на немски: Sigfried von Querfurt; Sigfried Bischof von Würzburg; † ок. 1150) е епископ на Вюрцбург (1147 – 1150).

## Произход
Зигфрид произлиза от фамилията на бургграфовете на Магдебург от фамилията на графовете Кверфурти на фамилията Мансфелд. Той е четвъртият, най-малкият син, на граф Гебхард II фон Кверфурт († 1126, убит в битката при Клум) и съпругата му Ода фон Аменслебен, дъщеря на граф Дитрих фон Аменслебен († 1120) и Амулрада фон Аменслебен-Грибен († сл. 1120). Брат му Конрад фон Кверфурт († 1142) е архиепископ на Магдебург (1134 – 1142).